# Kiribati
Kiribati (teljes nevén: Kiribati Köztársaság) az Egyenlítő mentén elhelyezkedő 33 korallszigetből áll (ebből 21 lakott, egyikük neve Kiritimati, vagyis Karácsony-sziget), félúton Hawaii és Ausztrália között.
A szigetcsoport korábbi neve Gilbert-szigetek volt. A Nagy-Britanniától való önállóság 1971-es, majd a teljes függetlenség 1979-es kikiáltása után felvették a Kiribati, ejtsd: ['kiribas] nevet. Ugyanekkor az Amerikai Egyesült Államok a szigetcsoport egy részét (Phoenix és Line-szigetek) érintő területi követeléséről lemondott, és barátsági szerződést kötött az új állammal.
Napjainkban szigeteinek létét erősen fenyegeti a globális felmelegedés és az ezzel járó tengerszint-emelkedés. Kiribati az első ország lehet, amely emiatt eltűnik a Földről.

## Földrajz

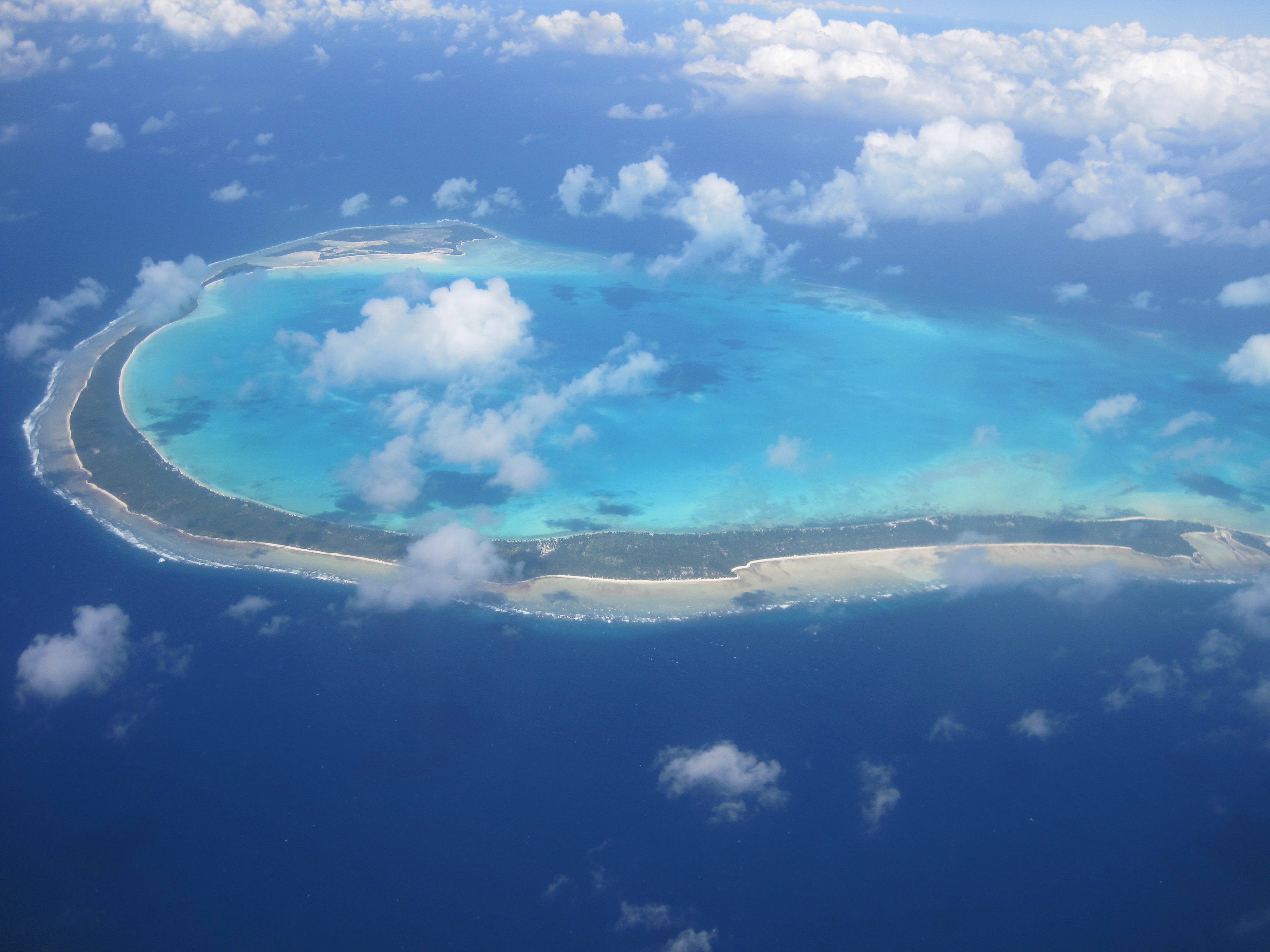
Onotoa atoll

### Domborzat
Az északnyugat-délkeleti irányban sorakozó szigetek lesüllyedt vulkáni kúpok tetején kialakult korallképződmények – úgynevezett atollok –, amelyek egy-egy központi lagúnából és a körülötte gyűrű alakban elrendeződött kisebb-nagyobb korallszigetekből állnak.

### Vízrajz
Kiribati szigetei négy csoportba sorolhatók:
- Banaba: egyedülálló sziget Nauru és a Gilbert-szigetek között (Mikronézia)
- Gilbert-szigetek: 16 atoll Fidzsitől északra 1500 km-re (Mikronézia)
- Phoenix-szigetek: 8 atoll és korallsziget a Gilbert-szigetektől délkeletre 1800 km-re (Polinézia)
- Line (Sor)-szigetek: 8 atoll és egy zátony (angol szóval: reef), a Gilbert-szigetektől keletre 3300 km-re. (Polinézia)

### Éghajlat
Trópusi óceáni éghajlat.

### Élővilág, természetvédelem

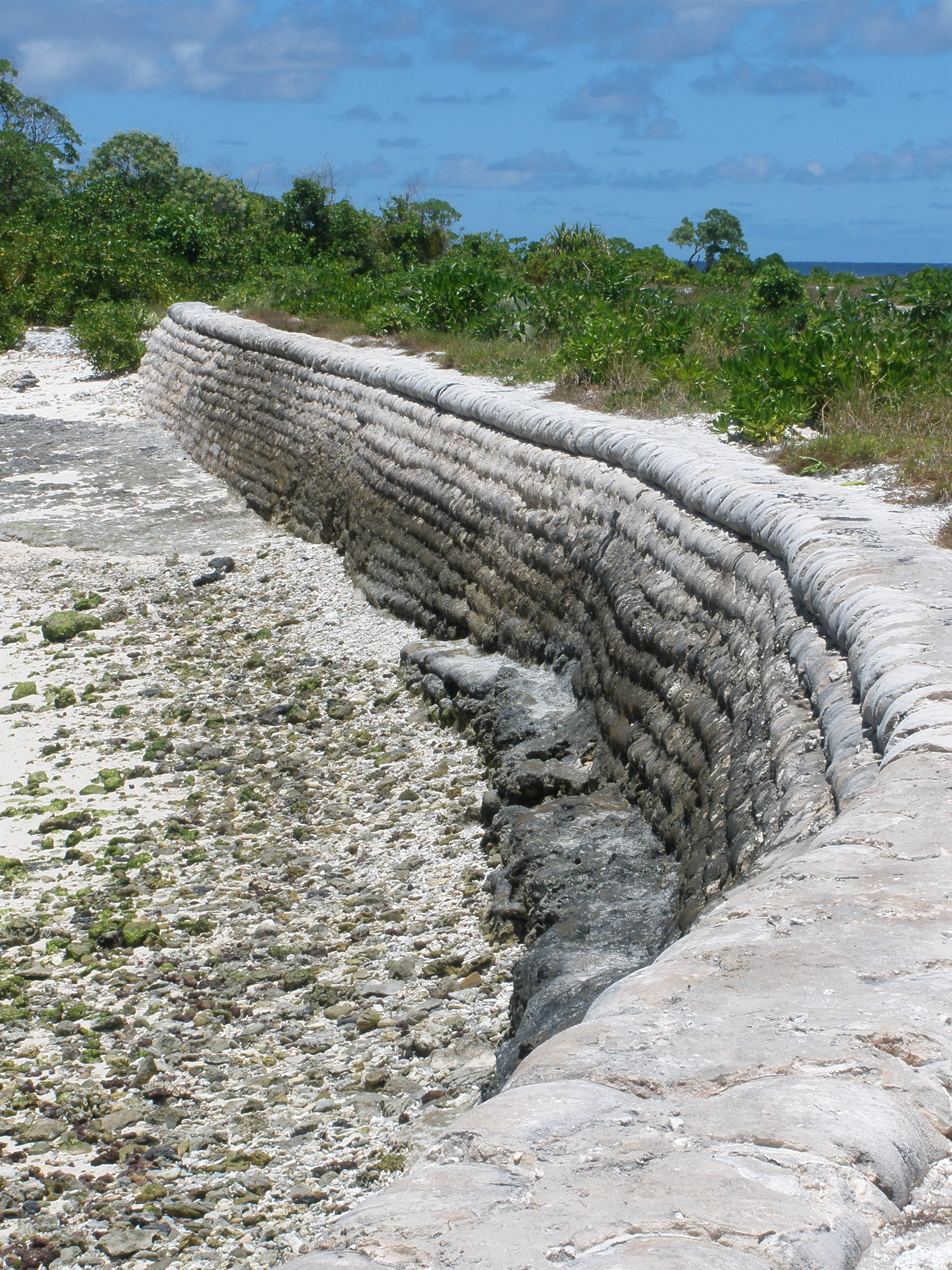
Homokzsákok Kiribati tengerpartján. Az itt élőket erősen fenyegeti a globális felmelegedés egyik következménye, a tenger szintjének emelkedése

A szigetek termőtalaja vékony, sérülékeny. Az atollok alacsonyak, legtöbbje csak mintegy 2 méterre emelkedik ki a tengerből, így az itt élőket erősen fenyegeti a globális felmelegedés egyik következménye, a tenger szintjének emelkedése. 1999-ben két szigetecskét a tengerben elmerültnek nyilvánítottak, azóta a többi szigetet is egyre jobban fenyegeti a tenger elnyelése.

#### Természetvédelmi terület
Kiribatiban nincs szárazföldi védett terület. Ugyanakkor itt van a világ legnagyobb tengeri természetvédelmi területe: a Phoenix-szigetek körüli egész óceánt tengeri természetvédelmi területté nyilvánították.

## Történelem
1765-ben brit tengerészek kötöttek ki partjainál, majd 1788-ban a Gilbert-szigetek nevet kapta. A 19. században bálnavadászati központként működött. 1892-ben a Lagúna-szigetekkel együtt (mai Tuvalu) brit protektorátussá vált. 1915-1975 között brit gyarmat lett, majd 1979. július 12-én Kiribati független köztársasággá vált.

### Korai történet
A ma Kiribatinak nevezett térséget óceániai nyelveken beszélő mikronéziaiak népesítették be i.e. 3000 – i.sz. 1300 között. Ez egy elszigetelt vidék; a helyi kultúra polinéziai és melanéziai vonásait Tonga és Fidzsi felől érkező behatolók honosították meg. Házasságok révén elmosódtak a kulturális különbségek és előrehaladt a kultúra egységesedése.

### Gyarmati időszak

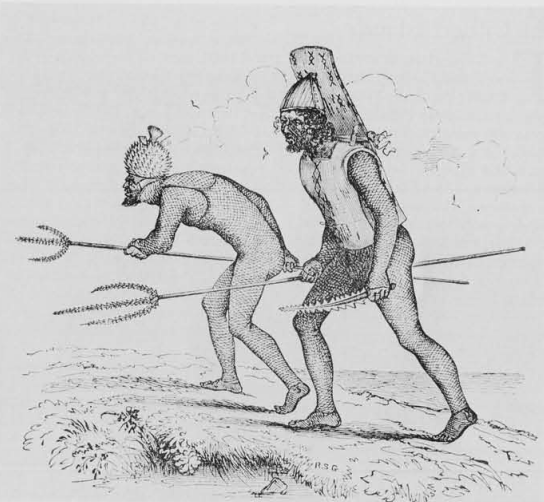
Őslakos harcosok 1840 körül

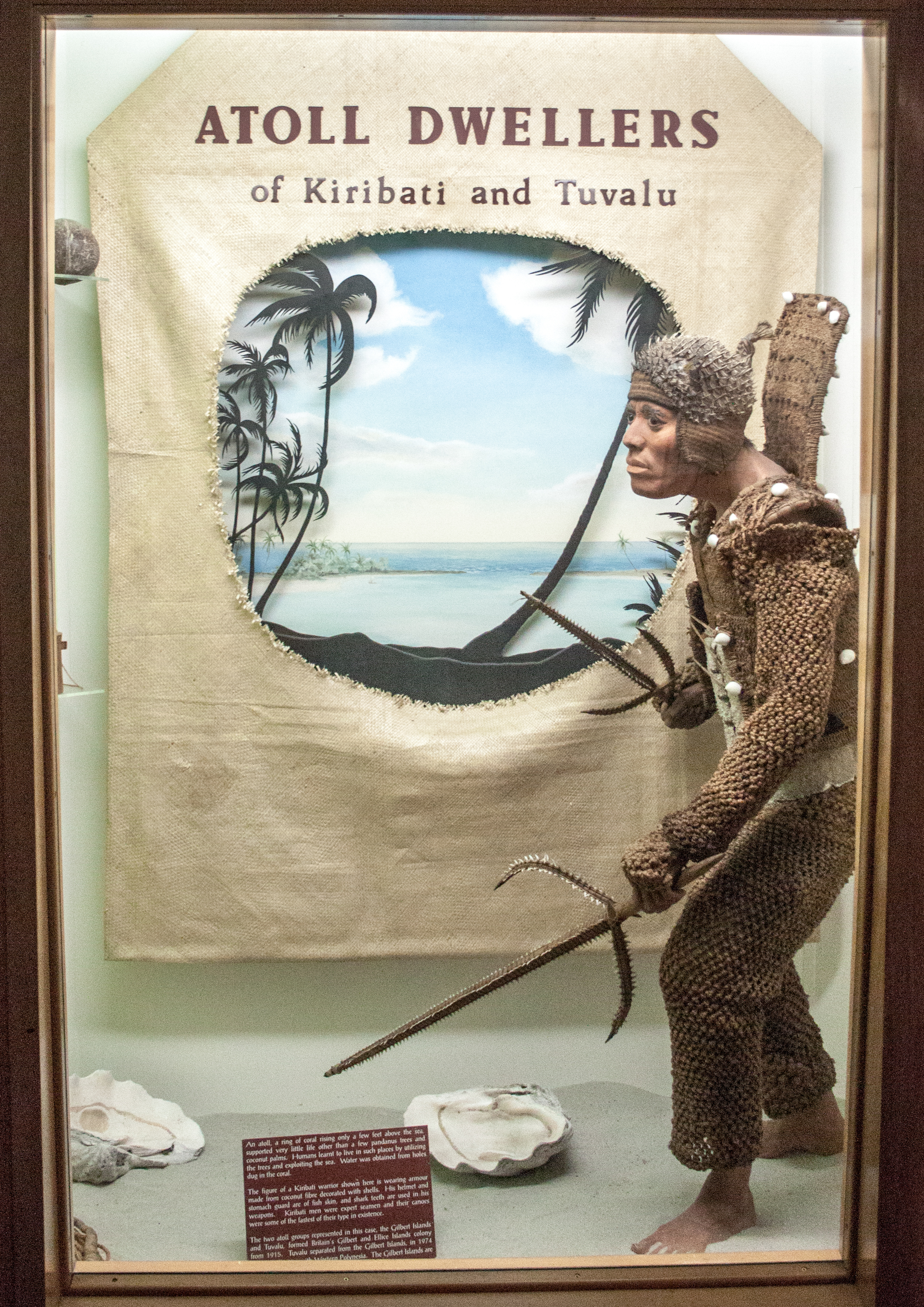
Tárló az Otago Museumban Kiribatiról származó tárgyakkal

A szigeteket brit és amerikai hajók látogatták először a 18. század végén és a 19. század elején. A fő szigetlánc Gilbert-szigetek nevét 1820-ban adta Adam von Krusenstern orosz admirális és Louis Duperrey francia kapitány, Thomas Gilbert tiszteletére, aki 1788-ban először hajózott át a szigetvilágon.
A 19. század elején nyugati bálnavadászok, kereskedelmi hajók és rabszolga-kereskedők látogatták a szigeteket, behozták a betegségeket és a tűzfegyvereket.
Az első brit misszionárius 1837-ben érkezett. 1892-ben a Gilbert-szigetek a helyiek egyetértésével brit védnökség lett a közeli Ellice-szigettel együtt. A Gilbert és Ellice-szigetek 1916-ban lett koronagyarmat. Kirimati (Karácsony-sziget) 1919-ben lett a gyarmat része, a Phoenix-sziget pedig 1937-ben.
A második világháborúban a Tarawa-atollt és a Gilbert-szigetcsoport egyéb részeit megszállták a japánok. A gyarmat korábbi fővárosa, Betio birtoklásáért 1943 novemberében Tarawán vívták az amerikai tengerészgyalogosok történetük legvéresebb csatáját.
Az 1950-es évek végétől 1962-ig a Karácsony-szigetet az Amerikai Egyesült Államok és Nagy-Britannia nukleáris kísérleti terepként használta, ahol több hidrogénbombát is robbantottak.

### A függetlenségtől máig
A Gilbert- és Ellice-szigetek az önrendelkezés jogát 1971-ben kapta meg; 1975-ben elválasztották őket egymástól és belső önkormányzatot kaptak. 1978-ban Ellice-sziget önálló ország lett Tuvalu néven. A Gilbert-szigetek Kiribati néven lett független 1979. július 12-én. Bár a helyi gilberti nyelven a Gilbert-szigetek neve valójában „Tungaru”, az új állam a Kiribati nevet vette fel, ami az angol Gilberts szó helyi kiejtése. Az új állam része lett a tulajdonképpeni Gilbert-szigeteken kívül Banaba, Line-szigetek és Phoenix-sziget. A röviddel a függetlenség után aláírt és 1983-ban hatályba lépett tarawai szerződés értelmében az Amerikai Egyesült Államok lemondott minden igényéről a ritkán lakott Phoenix-szigettel kapcsolatban, és elismerte, hogy a Line-szigetek Kiribati területének része.
Gondot jelent a túlnépesedés. 1988-ban a fő sziget 4700 lakóját áttelepítették kevésbé benépesedett szigetekre. 1994-ben Teburoro Titót választották elnökké.
Az ország nyugati területei 24 órával előrébb jártak a keleti területeknél, ennek következtében a két terület között csak a hét 4 napján volt lehetséges a hivatalos kereskedelem.
Ezért 1995. január 1-jén Kiribati törvénnyel helyezte odébb a dátumválasztó vonalat a Line-szigetcsoporttól kb. 2000 km-re keletre (a 150° hosszúsági fokon is túl), hogy az országot a továbbiakban ne ossza ketté a dátumválasztó vonal. Csak később jöttek rá, hogy ennek következtében Kiribati lett a világ első országa, amelyen beköszöntött az új évezred. Ez jelentős turisztikai esemény volt.
A 2003 júliusában megtartott választáson az addigi ellenzéki párt jelöltje, Anote Tong legyőzte Titot. Anote Tongot 2007-ben újraválasztották.
2012-ben az államfő tárgyalásokat kezdett a Fidzsi-szigetekkel, ahol 5000 hold földet kíván vásárolni Vanua Levu szigetén népe számára, ugyanis Kiribati néhány évtized múlva a tengerszint emelkedése nyomán eltűnik. Tong államfő elmondta a fidzsi televízióban, hogy először a képzett munkaerőt költöztetnék át.

## Érdekesség
Korábban Kiribati szigetei között ment át a nemzetközi dátumválasztó vonal. Ezt 1995. január 1-jén megváltoztatták: most már kikerüli a köztársaság területét. Az egyik szigetcsoport – a Line Islands – épp a nemzetközi dátumválasztó vonalról kapta a nevét („line” angolul: ’vonal’). A változás miatt 2000-ben itt köszöntött be a világon először az új évezred, és a korábban Caroline-sziget néven ismert legkeletibb szigetüket (lakatlan korallzátony) átkeresztelték Millennium-szigetre.
Akárcsak Naurun, úgy Kiribatin is rengeteg az elhízott, cukorbeteg ember. Előbbi szigetország esetében ennek elsődleges oka, hogy a lakosság, a korábbi, világszinten is egyedülálló jóléti és munkamentes társadalom hatására egészségtelen táplálkozásba kezdett, addig Kiribatin a nehéz gazdasági körülmények, valamint kevés termőföld miatt van szükség olcsó élelmiszer behozatalára, amely a legtöbb esetben nem a legmegfelelőbb az egészséges táplálkozáshoz.

## Államszervezet és közigazgatás

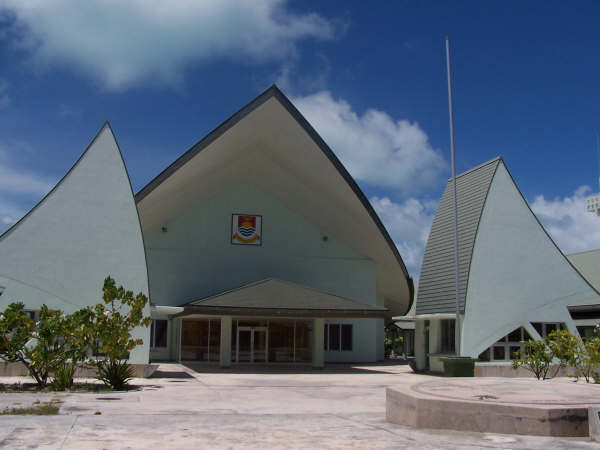
A parlament épülete

### Alkotmány, államforma
Államforma: elnöki köztársaság.
Az ország élén a 4 évre választott állam- és kormányfő áll. Parlamentjének 39 tagja van, akiket 4 évre választanak.

### Elnökök
| Név                   | hivatali ideje                         |
| --------------------- | -------------------------------------- |
| Ieremia Tianang Tabai | 1979. július 12. – 1982. december 10.  |
| Rota Onorio           | 1982. december 10. – 1983. február 18. |
| Ieremia Tianang Tabai | 1983. február 18. – 1991. július 4.    |
| Teatao Teannaki       | 1991. július 4. – 1994. május 24.      |
| Tekiree Tamuera       | 1994. május 24. – 1994. május 28.      |
| Ata Teaotai           | 1994. május 28. – 1994. október 1.     |
| Teburoro Tito         | 1994. október 1. – 2003. március 28.   |
| Tion Otang            | 2003. március 28. – 2003. július 10.   |
| Anote Tong            | 2003. július 10. - 2016. március 11.   |
| Taneti Mamau          | 2016. március 11. óta                  |

### Közigazgatási beosztás

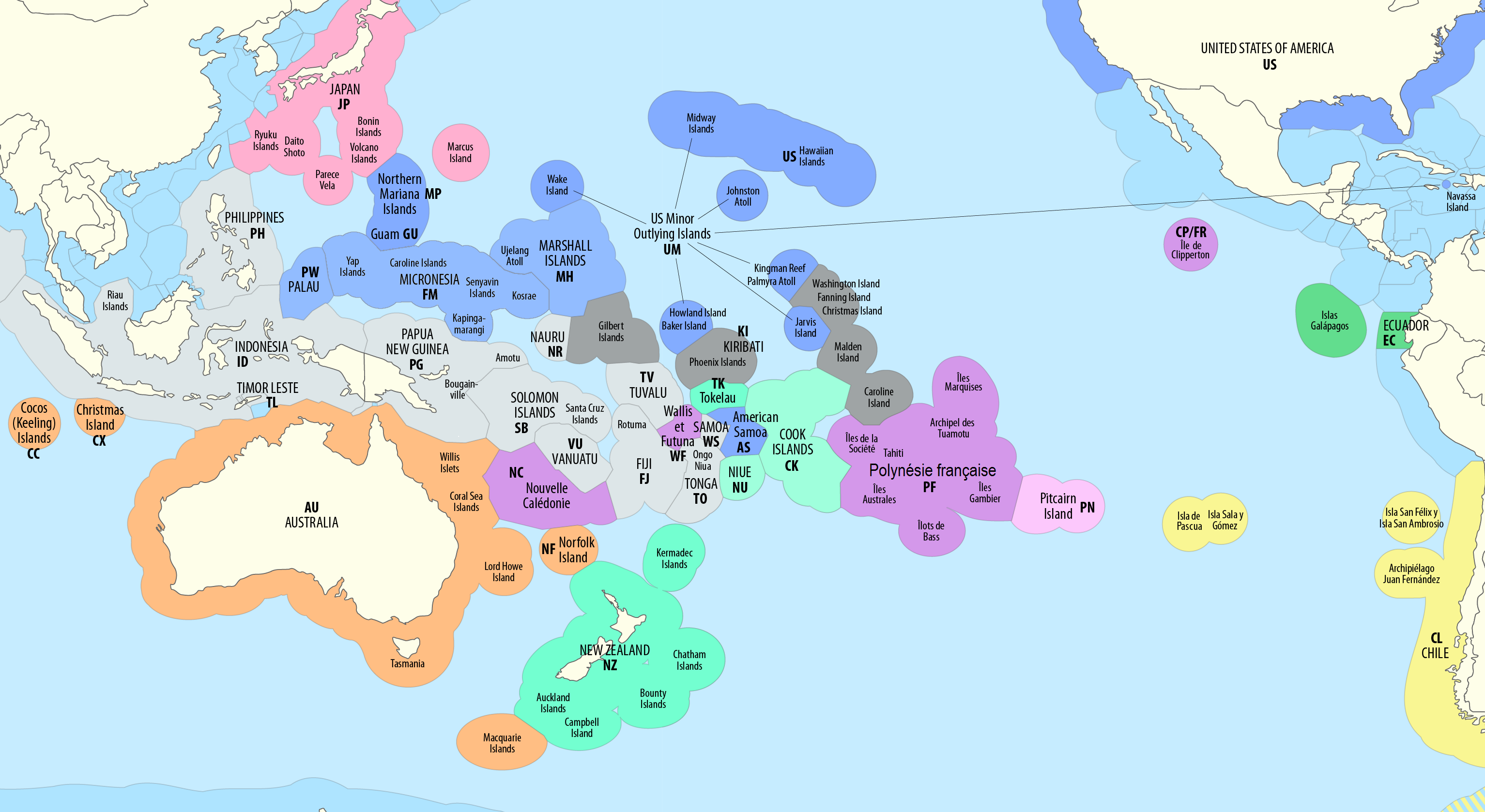
Sötét szürkével jelölve a Kiribati szigetekhez tartozó - EEZ - tengeri övezetek. Figyeljük meg hogy a területek nem egybefüggőek.

Kiribati 21 lakott és 5 lakatlan szigetből áll.  A 21 lakott sziget mindegyikének saját helyi tanácsa van, amely a napi ügyeket intézi. Két kivétellel minden lakott szigetre egy-egy tanács jut.
A Tarawa-atollon három tanács működik: Betio városi tanács, (TUC) (Dél-Tarawa]] többi része) és Eutan Tarawa Tanács (ETC) (Észak-Tarawa]]); Tabiteuea pedig két tanáccsal rendelkezik.
Kiribati földrajzilag három szigetcsoportra osztható, amelyeknek nincs közigazgatási funkciójuk. Ezek a következők:
- Gilbert-szigetek
- Phoenix-szigetek, a Föld egyik legnagyobb tengeri védett területével (2008 és 2010 között a legnagyobb volt)[16]
- Line-szigetek

Kiribati eredeti járásai az 1979-es függetlenség előtt a következők voltak, ezek most 5 statisztikai körzetet alkotnak.
- Tarawa-atoll
- Észak-Gilbert-szigetek
- Közép-Gilbert-sziget, Banaba (Óceán-sziget)
- Déli Gilbert-szigetek
- Line-szigetek

### Védelmi rendszer
Az országnak nincs hadserege, a védelmet Ausztrália és Új-Zéland biztosítja.

## Népesség

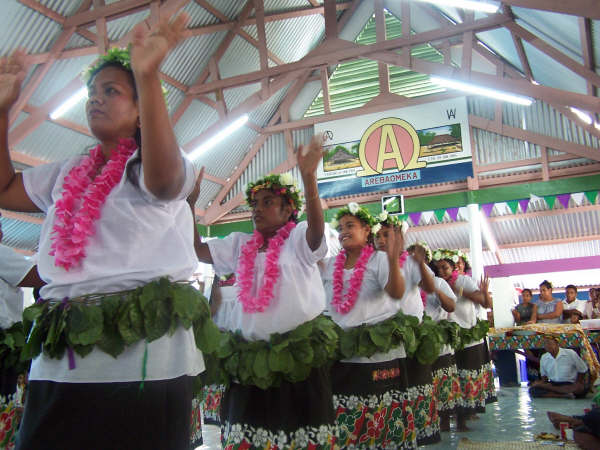
Asszonyok népviseletben köszöntik az érkező turistákat a Bonriki repülőtéren

### Népességének változása
| Lakosok száma | 29 751 | 31 337 | 47 578 | 51 497 | 63 883 | 72 335 | 84 494 | 92 533 | 110 136 | 119 438 |
|               | 1931   | 1947   | 1968   | 1973   | 1985   | 1990   | 2000   | 2005   | 2015    | 2020    |

### Etnikai megoszlás
A lakosság 99%-a mikronéz, 0,8% polinéz, 0,2% európai.

### Vallási megoszlás
A többség keresztény: római katolikus 55,8%, presbiteriánus 33,5%, mormon 4,7%, adventista 2%. A kereszténységen kívül a leggyakoribb vallás a bahái, kb. 2,3%.

### Nyelvi megoszlás
Hivatalos nyelv	az angol és a gilberti.

## Gazdaság

### Általános adatok
- Munkanélküliségi ráta: kb. 30% (2010-ben) [19]
- GDP-összetétel szektoronként (2012-ben) [19]: mezőgazdaság, halászat: 26,3%; ipar: 9,2%, szolgáltatások: 64,5%
- egy főre jutó GDP 1800 $ (PPP 2014-ben) [19]

### Gazdasági ágazatok
A szigeteken régebben foszfátot bányásztak, de ma ez az ásványkincs kimerült. Ma elsősorban a halászat, idegenforgalom (GDP 20%-a), külföldi segélyek (20%), a külföldön dolgozó kiribatiak átutalásai adják a nemzeti jövedelmet (GDP), főleg ez utóbbiak nélkül a rendkívül magas munkanélküliséggel küzdő kis ország gazdasága nem működhetne.

#### Mezőgazdaság
Főbb cikkek: kókusz, kopra, kenyérgyümölcs. 

#### Ipar
Jelentősebb a kézművesipar és a halászati ipar.

#### Kereskedelem
- Fő exportcikkek: hal, kókusz
- Fő importcikkek: élelmiszer, gépek és berendezések, iparcikkek, üzemanyag

## Oktatás
Az ország egyetlen egyeteme a University of the South Pacific. A hallgatók létszáma 500 fő.

## Közlekedés

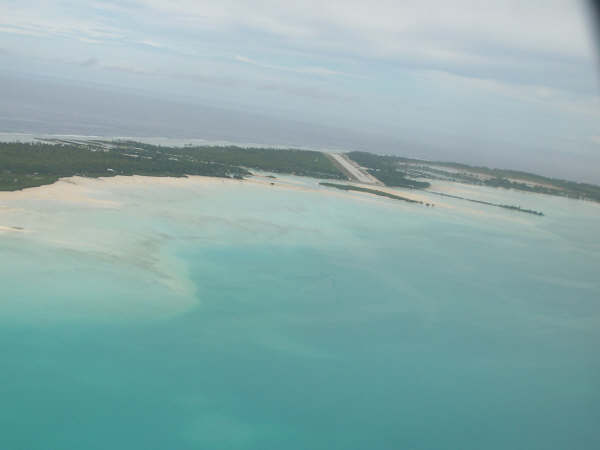
Bonriki nemzetközi repülőtér leszállópályája

A szilárd út 670 km. Légi közlekedés köti össze a külvilággal (Bonriki Nemzetközi Repülőtér).

## Telekommunikáció
| Hívójel prefix | T3 |
| ITU zóna       | 61 |
| CQ zóna        | 31 |

## Kultúra

### Gasztronómia
Kiribati ételei többnyire a tenger gyümölcsein alapulnak. Szintén fontos alapanyag a kókuszdió. A gyümölcsöket és zöldségeket többnyire importálják, ezért nagyon drágák is. Fogyasztanak továbbá sok gyökérnövényt, kenyérfagyümölcsöt, rizst és halat.
Édesburgonya felhasználásával készül a pürés batata mash nevű fogás. Többnyire papagájhal az alapanyaga a te inai nevű sülthalnak. Gyakori még a sült homárfarok, amit kókuszos curry-mártásban kell megmártogatni és enni. A levesek közül ismert fogás egy tökből és kókusztejből készül, bors, víz és snidling hozzáadásával.
Édesízű étel a kakau, amelyet tápiókából, cukorból és kókusztejből csinálnak.

## Turizmus

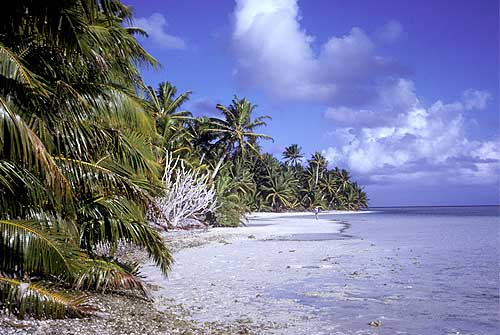
Tengerparti kép, Caroline Atoll

A turizmusa még mindig fejlődik és egyre fontosabbá válik a szigetország számára. A fekvése miatt azonban a világ egyik legkevésbé látogatott országa, 2017-ben mindössze 5663 nemzetközi látogatót regisztrált. A látogatók többsége Ausztráliából és az USA-ból érkezik.